# Gleisdorf
Gleisdorf es un pequeño pueblo en el este de Estiria (Oststeiermark), 25 km al este de Graz. Está situado en el valle de Raab en el distrito de Weiz.

## Historia
Hasta mediados de la siglo III, Gleisdorf fue un asentamiento romano. El lugar es mencionado por primera vez por su nombre en un acta del 17 de septiembre de 1229. En 1532, la ciudad fue asediada por el ejército turco, destruyendo la fortaleza ("Tabor") alrededor de la Iglesia de San Lorenzo.
Para 1570, el pueblo pasa del señorío de Riegersburg, al dominio del conde de Freiberg, que construyó un castillo al norte de la ciudad. La iglesia parroquial fue construida en 1648-1672 en estilo barroco, y sus torres neogóticas datan de 1875. 
La construcción del ferrocarril comenzó en 1872, lo que propició un auge económico que alcanzó su punto culminante con la construcción de una central hidroeléctrica en la garganta del monte Stuben. El ayuntamiento fue construido ese mismo año. En la década de 1970 se realizó la conexión a la red de autopistas, proporcionando un nuevo auge al atraer más empresas industriales. 
En los últimos años, Gleisdorf destaca por la instalación en diferentes puntos de la ciudad de sistemas de celdas solares. Estos esfuerzos del gobierno y la población civil en el tema de la energía, tiene como objetivo posicionar a la ciudad como la "capital solar" de Austria.

## Ciudades hermanas
- Winterbach im Remstal (cerca de Stuttgart, desde 1961)
- Nagykanizsa (Hungría)

## Galería

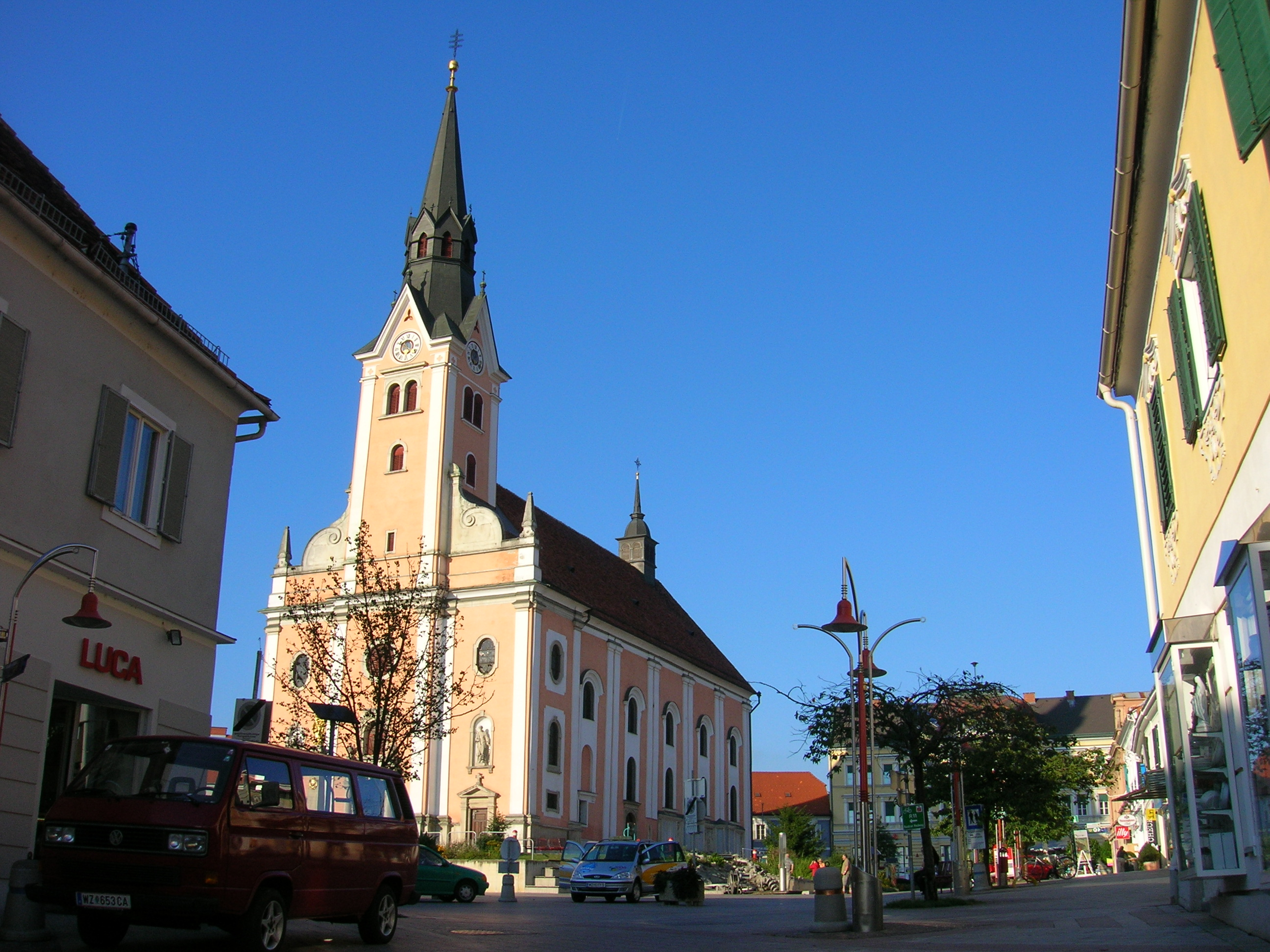
Plaza principal de Gleisdorf.
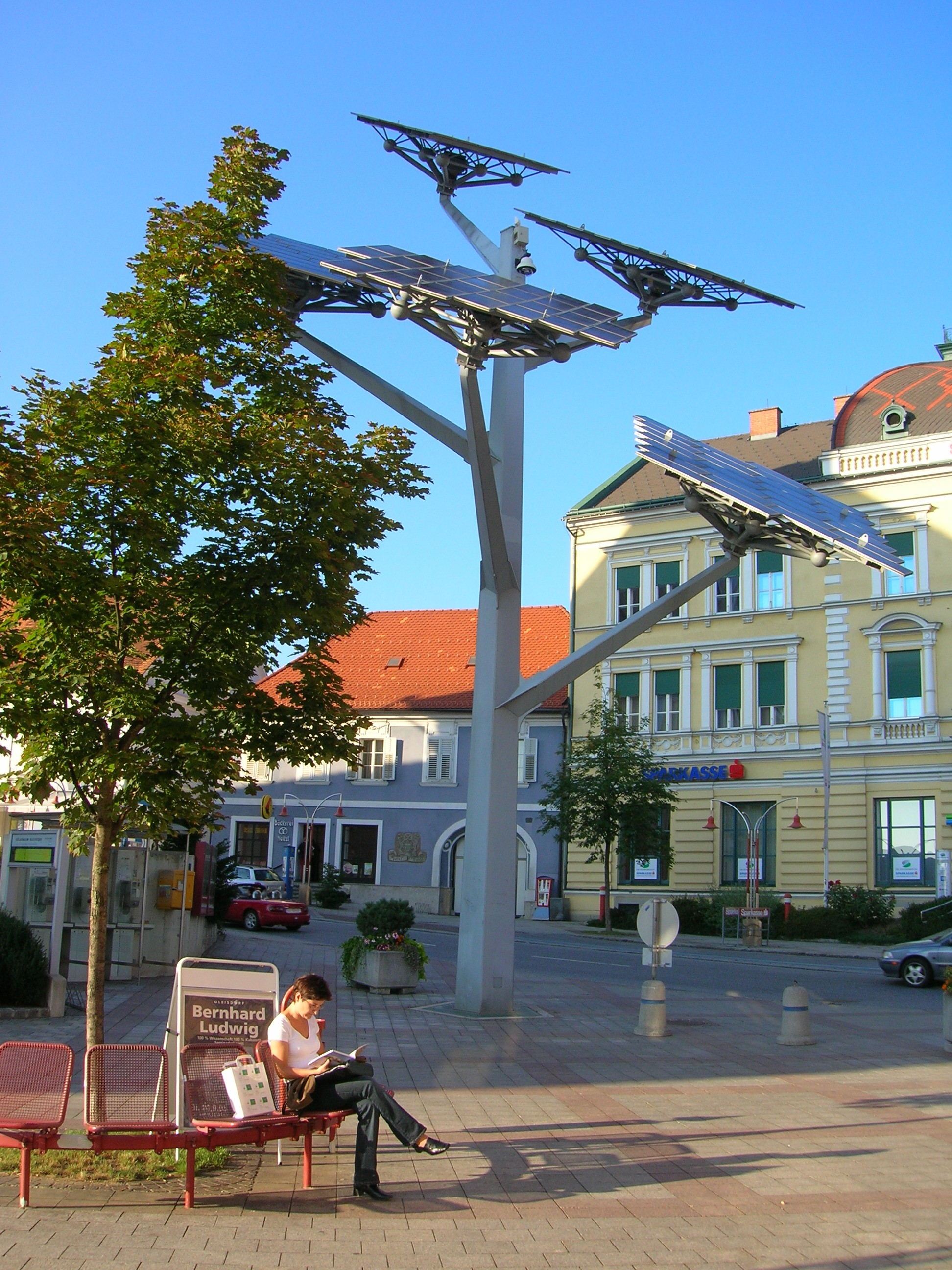
Árbol solar en la plaza principal.